# سوشیتسه (ناحیه اوهرسکه هرادیشتی)
سوشیتسه (به چکی: Sušice) یک منطقهٔ مسکونی در جمهوری چک است که در ناحیه اوهرسکه هرادیشتی واقع شده‌است. سوشیتسه ۱٫۸۸ کیلومتر مربع مساحت و ۵۵۴ نفر جمعیت دارد و ۲۰۲ متر بالاتر از سطح دریا واقع شده‌است.